# Línia 1 del metro d'Almati

Mapa geogràfic de la línia

La Línia 1 (rus: Первая линия Алматинского метрополитена) és una de les tres línies del Metro d'Almati, Kazakhstan. Va ser inaugurat l'1 de desembre del 2011 i corre entre les estacions i Raïimbek Batir - Alataü. Compta amb un total de 7 temporades.